# سارا داوتیلا
سارا داوتیلا (انگلیسی: Sara Daavettila; ۱۷ دسامبر ۱۹۹۷ – ) تنیس‌باز اهل ایالات متحده آمریکا بود. او پنج سال تنیس کالج را برای تارهیلز کارولینای شمالی بازی کرد و به اوج رتبه انفرادی ان‌سی‌ای‌ای بخش یکم در رتبه ۱ رسید. او حداقل سه بار به یک چهارم نهایی مسابقات قهرمانی NCAA رسید. از زمان حرفه ای شدن او در تور جهانی تنیس زنان ITF بازی کرده‌است، جایی که یک عنوان انفرادی و یک عنوان دو نفره را به دست آورده‌است.